# Super 8 Classic 2024
La Super 8 Classic 2024 va ser la 13a edició de la Super 8 Classic, una cursa ciclista d'un dia que es disputà el 21 de setembre de 2024 sobre un recorregut de 197,8 quilòmetres. La cursa formava part del calendari de l'UCI ProSeries 2024 amb una categoria 1.Pro.
El vencedor fou l'italià Filippo Baroncini (UAE Team Emirates), que s'imposà en solitari en l'arribada a Haacht. Rick Pluimers (Tudor Pro Cycling Team) i Rui Oliveira (UAE Team Emirates), segon i tercer respectivament, completaren el podi.

## Equips
L'organització convidà a 18 equips a prendre part en aquesta cursa.
| WorldTeams (10)- Alpecin-Deceuninck - Arkéa-B&B Hotels - Red Bull-Bora-Hansgrohe - Cofidis - Intermarché-Wanty - Lidl-Trek - Movistar Team - Team dsm-firmenich PostNL - Team Jayco AlUla - UAE Team Emirates ProTeams (7)- Bingoal WB - Caja Rural-Seguros RGA - Euskaltel-Euskadi - Israel-Premier Tech - TotalEnergies - Tudor Pro Cycling Team - Uno-X Mobility Equip UCI Ciclocròs - Pauwels Sauzen-Bingoal |
| |

## Classificació final
| \| Classificació general \| Classificació general \| Classificació general \| Classificació general \| Classificació general \| \| Corredor \| Corredor \| Equip \| Temps \| \| \| --------------------- \| --------------------- \| ----------------------- \| --------------------- \| --------------------- \| \| 1r \| Filippo Baroncini \| UAE Team Emirates \| 4h 27' 09" \| \| \| 2n \| Rick Pluimers \| Tudor Pro Cycling Team \| + 21" \| \| \| 3r \| Rui Oliveira \| UAE Team Emirates \| + 28" \| \| \| 4t \| Émilien Jeannière \| TotalEnergies \| + 28" \| \| \| 5è \| Roger Adrià Oliveras \| Red Bull-Bora-Hansgrohe \| + 28" \| \| \| 6è \| Matteo Trentin \| Tudor Pro Cycling Team \| + 28" \| \| \| 7è \| Laurenz Rex \| Intermarché-Wanty \| + 28" \| \| \| 8è \| Jake Stewart \| Israel-Premier Tech \| + 28" \| \| \| 9è \| Mike Teunissen \| Intermarché-Wanty \| + 28" \| \| \| 10è \| Dylan Vandenstorme \| Team Flanders-Baloise \| + 28" \| \| |                      |                         |            |
| |                      |                         |            |
| Font: ProCyclingStats |                      |                         |            |
| Classificació general |                      |                         |            |
| Corredor | Corredor             | Equip                   | Temps      |
| 1r | Filippo Baroncini    | UAE Team Emirates       | 4h 27' 09" |
| 2n | Rick Pluimers        | Tudor Pro Cycling Team  | + 21"      |
| 3r | Rui Oliveira         | UAE Team Emirates       | + 28"      |
| 4t | Émilien Jeannière    | TotalEnergies           | + 28"      |
| 5è | Roger Adrià Oliveras | Red Bull-Bora-Hansgrohe | + 28"      |
| 6è | Matteo Trentin       | Tudor Pro Cycling Team  | + 28"      |
| 7è | Laurenz Rex          | Intermarché-Wanty       | + 28"      |
| 8è | Jake Stewart         | Israel-Premier Tech     | + 28"      |
| 9è | Mike Teunissen       | Intermarché-Wanty       | + 28"      |
| 10è | Dylan Vandenstorme   | Team Flanders-Baloise   | + 28"      |